# Santa Clara d'Oeste
Santa Clara d'Oeste är en kommun i Brasilien.   Den ligger i delstaten São Paulo, i den södra delen av landet, 600 km sydväst om huvudstaden Brasília. Antalet invånare är 2 084. Arean är 183 kvadratkilometer. Santa Clara d'Oeste ligger vid sjön Ilha Solteira Reservoir.
Terrängen i Santa Clara d'Oeste är platt.
Omgivningarna runt Santa Clara d'Oeste är en mosaik av jordbruksmark och naturlig växtlighet. Runt Santa Clara d'Oeste är det ganska glesbefolkat, med 35 invånare per kvadratkilometer.